# Język mangole
Język mangole (a. mangoli), także: sula mangoli, mongon – język austronezyjski używany w prowincji Moluki Północne we wschodniej Indonezji, na wyspach Mangole i Sanana (Sulabesi) w archipelagu wysp Sula. Według danych z 2000 roku posługuje się nim ok. 7 tys. ludzi.
Jest blisko spokrewniony z językiem sula i bywa uznawany za jego dialekt.